# Camorra

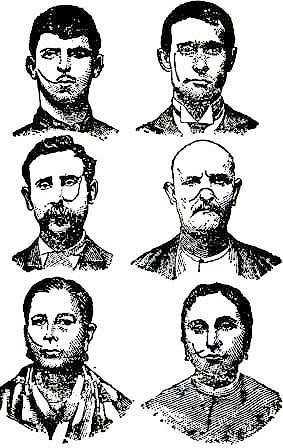
Członkowie Camorry

Camorra (kamorra) – włoska organizacja przestępcza, której początki datuje się na rok 1820. Powstała w Królestwie Obojga Sycylii, w okresie rządów absolutystycznych była wykorzystywana do celów politycznych. Kolebką Camorry były neapolitańskie więzienia, a jej głównym celem była ochrona więźniów (członków) przed innymi wrogimi gangami. Organizacja dopuszcza się oszustw, zabójstw i rabunków.
Po opuszczeniu więziennych murów wielu jej członków, camorristi, przenosiło swoje więzienne zwyczaje na ulice Neapolu i okolic. Tworzyli zorganizowane gangi, które napadały na uczciwych ludzi, po czym kazali sobie płacić za ochronę.

## Nazwa
Nazwa Camorra może pochodzić od słowa chamarra oznaczającego hiszpańską, prostą kurtkę noszoną przez hiszpańskich bandytów w XVIII wieku, choć niektórzy badacze wywodzą nazwę organizacji od gry hazardowej morra. Pewnym jest, iż camorrą nazywano od wieków bandy i gangi złożone z pospólstwa. Przyjmuje się, iż najbardziej prawdopodobnym pochodzeniem nazwy organizacji jest połączenie słowa capo (wł. szef) ze słowem morra stosowanym na oznaczenie włoskiej ulicznej gry hazardowej, polegającej na szybkim otwieraniu i zamykaniu dłoni oraz odgadywaniu przez partnera, ile palców było wyprostowanych. Ta forma rozrywki została z czasem zabroniona przez władze. Niektórzy ludzie zaczęli wówczas przekupywać lokalnych policjantów, aby przymykali oko na niedozwolone praktyki. Taka etymologia wydaje się najlepiej oddawać prawdziwe pochodzenie, jak również charakter słowa camorra.
Camorra – w języku hiszpańskim – oznacza "walkę" lub "sprzeczkę".

## Struktura
Organizacja składa się z 30 klanów podzielonych na 30 grup, w skład których wchodzi ponad 100 rodzin oraz około 5 tysięcy członków honorowych. Szacuje się, iż odpowiada za zamordowanie około 4000 osób na przestrzeni ostatnich trzydziestu lat. Nie posiada hierarchicznej struktury, kierującej wszystkim, co odróżnia ją od sycylijskiej cosa nostry, gdzie na samym szczycie organizacji znajduje się Cupoli (kopuła) – rada bossów.
W ramach każdej rodziny (klanu, na czele stał boss) wyodrębniano podgrupy (paranze), którą dowodził caporegime (capo).
Do zadań capo należało przydzielanie członkom odpowiednich zadań (napady, ochrona, szantaż, wymuszenia, porwania, lichwa, morderstwa na zlecenie itp.). Wszystkie dochody wędrowały do bossa rodziny, który decydował o wysokości wypłacanych łapówek dla skorumpowanych policjantów, sędziów i prokuratorów oraz pensji dla wdów i sierot po poległych camorristi. Reszta pieniędzy była dzielona wśród jej członków według rangi i zajmowanego stanowiska.
Apogeum potęgi Camorry na ziemi amerykańskiej przypadło na przełom XIX i XX wieku (głównie rejon Nowego Orleanu – działalność Czarnej Ręki). Jeszcze przed wybuchem I wojny światowej Camorra kontrolowała większość Brooklynu. W Nowym Orleanie Camorra toczyła wojnę z sycylijczykami (ostatecznie przegraną). W Nowym Jorku Rodzina Morello prowadziła natomiast wojnę z Donem Pelligrino Morano i jego camorristi (w 1916 roku zginął w zasadzce Nicolas Morello). Ostatecznie Morano otrzymał dożywocie, niektórzy jego wspólnicy trafili na krzesło elektryczne. Po tym ciosie neapolitańczycy już się nie podnieśli.
Inny cios wymierzony w Camorrę nastąpił w 1911 roku, gdy trzydziestu pięciu jej czołowych członków, w tym Wielkiego Mistrza Enrico Alfano, skazano za liczne morderstwa i wtrącono do więzień.
Podobnie jak wielu Sycylijczyków członkowie Camorry wyemigrowali do Stanów Zjednoczonych (wiązało się to z planem unicestwienia mafii sycylijskiej i Camorry przez włoskiego dyktatora Benito Mussoliniego). Jeszcze przed rokiem 1920 nieliczni żyjący camorristi wstąpili w szeregi istniejących amerykańskich rodzin mafijnych.

## Tobia Basile
Tobia Basile (ur. 1809 r. – zm. ??) – uchodzi za Wielkiego Nestora Camorry, wyszkolił wielu camorrystów, którzy później stali się ważnymi bossami amerykańskiego świata przestępczego. W więzieniu spędził ponad 30 lat. To w nim zyskał opinię najważniejszego specjalisty od zbrodni we Włoszech. Wielu współwięźniów wtajemniczył w zbrodnie popełniane przez Camorrę. Po wyjściu z więzienia, był już osiemdziesięcioletnim starcem, zamieszkał w domku w Neapolu. Pewnego dnia spakował swój cały dobytek, po czym zniknął na zawsze. W 1900 roku zaginęła jego żona. Istniała hipoteza, że została porwana dla okupu. W 1910 roku robotnicy zburzyli jego dom. W trakcie prac rozbiórkowych za tzw. fałszywą ścianą odkryli szkielet żony Basile (została żywcem zamurowana). Najprawdopodobniej zginęła z rozkazu męża, który nie mógł znieść jej narzekań.

## Strefy wpływów
Camorra stale rozszerza swoje strefy wpływów: oprócz Neapolu, objęła także sąsiednie prowincje Włoch. Po rozłamie w latach 70. i 80. powstała nova camorra oraz nowe rodziny. Organizacja ma liczne wpływy także poza Włochami; w Ameryce Południowej (tam na potrzeby organizacji produkowane są narkotyki) oraz USA (głównie jako rynek zbytu narkotyków).

## Kryzys śmieciowy w Neapolu
W latach 90. władze organizacji zorientowały się, że wywóz i utylizacja śmieci to żyła złota. Jak szacuje włoska prokuratura, od 2002 klany camorry w Neapolu zarobiły na śmieciach na czysto 700 milionów euro. W tej chwili w Kampanii organizacja kontroluje cały biznes utylizacji odpadów, łącznie ze spalarniami odpadów. Największe pieniądze gangsterzy zarabiają na wywożeniu trujących odpadów z północy i centrum na południe kraju, które stało się śmietnikiem Włoch. Firmy z Neapolu płacą kamorrystom za odbiór toksycznych odpadów, które wbrew wszelkim przepisom bezpieczeństwa nie są w Kampanii utylizowane, lecz nielegalnie upychane w jaskiniach i zapadliskach u podnóży Wezuwiusza.

## Szacunkowe dochody
Roczne dochody Camorry szacuje się na około miliard euro.

## Protesty antymafijne i walka z organizacją
21 marca 2009 około 150 tys. osób uczestniczyło w demonstracji w Neapolu, zorganizowanej przez stowarzyszenie Libera w ramach dnia pamięci o ofiarach mafii. Przybyły na nią delegacje z 30 krajów świata i wszystkich regionów Włoch. Przy całkowitej ciszy dwukrotnie odczytano przez megafony nazwiska ponad 900 ofiar gangów mafijnych: sędziów, prokuratorów, policjantów, księży, przedsiębiorców. Jedną z osób, które czytały tę listę był pisarz Roberto Saviano, autor głośnej książki Gomorra – podróż po imperium kamorry, traktującej o neapolitańskiej mafii. W wiecu wzięły udział rodziny zabitych. Specjalne przesłanie wystosował prezydent Włoch Giorgio Napolitano.